# ローラー台

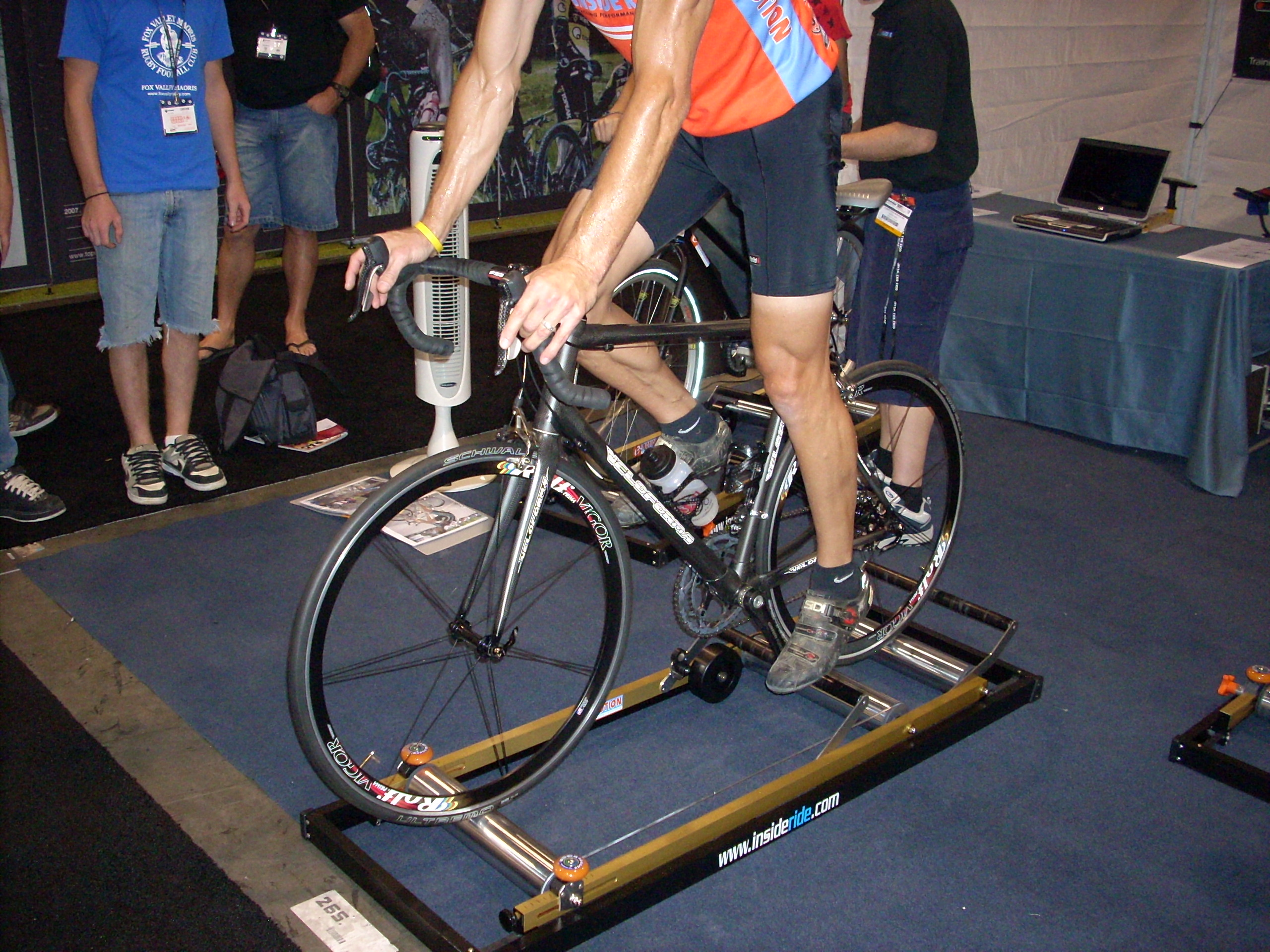
ローラー台を使用している様子。

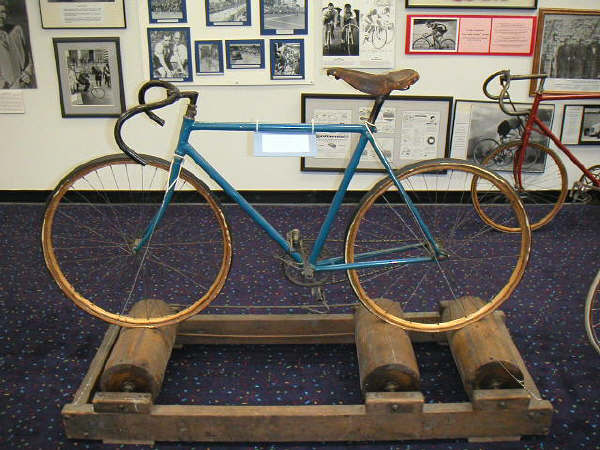
木製のローラー台

ローラー台（ローラーだい）またはトレーナー（サイクルトレーナー）は、自転車を組み合わせて使用するトレーニング機器の一種。

## 概要
自転車のタイヤに金属製または樹脂製のローラーを当て、負荷をかけてトレーニングするための機器である。夜間や雨天、降雪などのために外で自転車に乗ってトレーニングができない場合に使用されることが一般的である。
ローラーは現在は金属や樹脂性が主流だが、古くは木製のローラーが使われていた。また、どれだけ漕げるかを競う競技会も行われてきた。

## 種類
三本ローラー
自転車を固定せず、二本のローラーの間に後輪を、1本のローラーの上に前輪を載せるローラー台。前後のローラーはベルトで連結しており、後輪が回転するとローラーを介して前輪も回転し、それに伴うジャイロ効果で自転車を安定させる。自転車を固定しないことから実際の走行感覚に近く、ペダリングやバランス感覚などの技術の向上につながる利点があるが、慣れていない人はバランスを崩して転倒するおそれがある。競輪選手は出走前のウォーミングアップに三本ローラーを用いることが多い。
固定式ローラー台
前後輪を固定し、さらに後輪の車軸をローラー台に固定して用いるローラー台。負荷の掛け方により、後輪のタイヤに接するローラーで負荷をコントロールするタイヤドライブ式と、後輪のリムに接するローラーで負荷をコントロールするリムドライブ式に区別される。誰でも容易に乗ることができるが、自転車を完全に固定するため、実際の走行感覚からはほど遠い。また、タイヤを経由しないで車軸を介して自転車のフレームにライダーの体重などの負荷が直接かかるため、超軽量フレームやカーボンファイバー製フレームの場合はフレーム破損に注意が必要である。
ダイレクトドライブ式ローラー台
固定式ローラー台から派生した形式。自転車の後輪を取り外し、ローラー台を後輪の代わりに自転車に直接装着する。負荷はローラー台内部の磁石やオイルなどによって付加する。自転車用タイヤやローラーなどを用いないために静粛性に優れる。
近年ではZwiftなどのトレーニング用ソフトウェアと連動して自動的に負荷をコントロールするローラー台も登場しており、このような機能を持つローラー台を形式を問わずにスマートトレーナーと呼んで区別することもある。